# Henry Felix Kaiser
Henry Felix Kaiser (ur. 7 czerwca 1927 w Morristown, zm. 14 stycznia 1992 w Berkeley) – amerykański psycholog i statystyk. Specjalizował się w psychometrii i analizach statystycznych przeprowadzanych na potrzeby badań psychologicznych. 
Był jedną z kluczowych postaci, które przyczyniły się do powstania procedury statystycznej zwanej analizą czynnikową. Stworzył procedurę statystyczną zwaną rotacją Varimax.
Kaiser był profesorem uniwersytetów Illinois, Wisconsin i Kalifornijskiego w Berkeley. Pełnił też funkcję przewodniczącego w trzech ważnych organizacjach naukowych: Psychometric Society, Society of Multivariate Experimental Psychology oraz American Statistical Association.